# Slowjanoserbsk

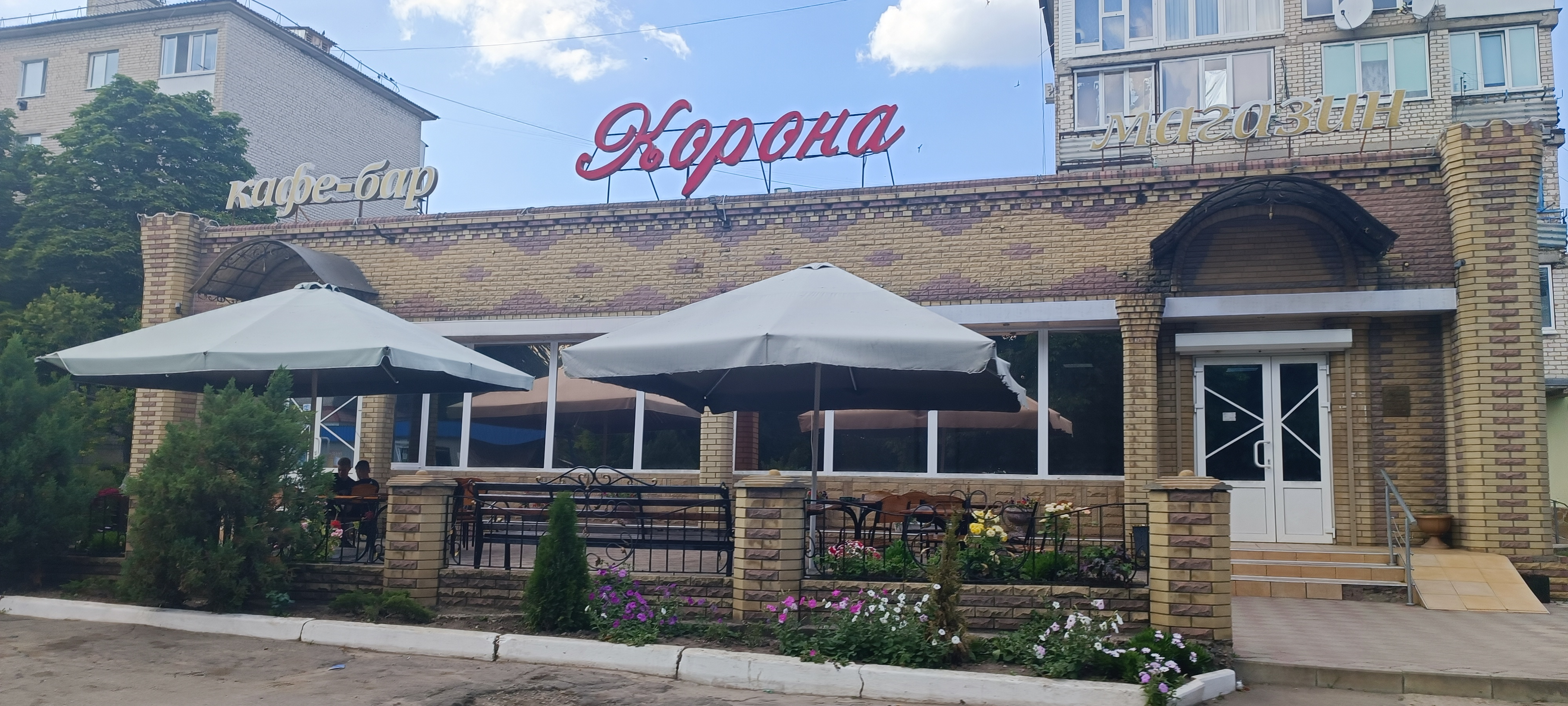
Kaffeehaus im Ort

Slowjanoserbsk (ukrainisch Слов'яносербськ; russisch Славяносербск Slawjanoserbsk) ist eine Siedlung städtischen Typs in der Oblast Luhansk im Osten der Ukraine. Sie hat 7900 Einwohner (2016) und ist das administrative Zentrum des gleichnamigen Rajons.
Die Stadt liegt im Donezbecken am rechten Ufer des Donez 32 km nordwestlich vom Oblastzentrum Luhansk. Der nächstgelegene Bahnhof ist der in Symohirja 15 km südlich des Ortes.

## Geschichte
Gegründet wurde Slowjanoserbsk von serbischen Husaren unter dem Namen Pidhirne (ukrainisch Підгірне) im Jahre 1753 als Sitz des örtlichen Oberkommandos des Nowoslobidskyj-Kosaken-Regiments, einer administrativ-territorialen und militärischen Einheit in der Ukraine, um die Grenzen des russischen Staates vor den Angriffen der Türken und Tataren zu schützen.
1784 wurde der Ort in Donezke (ukrainisch Донецьке) umbenannt. Im 19. Jahrhundert war die Stadt das administrative Zentrum des Ujesd Slowjanoserbsk im Gouvernement Jekaterinoslaw. 1817 erhielt die Stadt den Namen Slowjanosserbske (ukrainisch Слов'яносербське) und 1883 verlor sie den Stadtstatus. 1960 wurde der Ort dann eine Siedlung städtischen Typs und ist seit der Gründung des Rajons 1966 Rajonzentrum. Seit Sommer 2014 ist der Ort im Verlauf des Ukrainekrieges durch Separatisten der Volksrepublik Lugansk besetzt. Die Siedlung lag seitdem, bis 2022, nahe dem Frontverlauf zwischen den ukrainischen Truppen und den Separatisten.

## Bevölkerung
| 1897  | 1970  | 1979  | 1989  | 2001  | 2016  |
| ----- | ----- | ----- | ----- | ----- | ----- |
| 3.122 | 4.166 | 7.454 | 8.722 | 8.406 | 7.934 |

Quelle: